# Henaralm
Die Henaralm ist eine Alm in der Gemeinde Grundlsee im österreichischen Bundesland Steiermark. Die Alm liegt im Südwesten des Toten Gebirges, in einer Höhe von 1590 m ü. A.. Die Alm ist im Besitz der Österreichischen Bundesforste. Mehrere Bauern besitzen die Servituts-Weiderechte und treiben Mutterkühe und Galtvieh auf. Gefundene Keramikscherben belegen eine Nutzung seit dem Spätmittelalter. Von den einstmals 24 Almhütten stehen heute nur noch 15. Diese liegen verstreut in grünen Karstmulden. Wasser stauende Oberalmer Schichten schaffen die Grundlage für die Entstehung einer Almweide. Der Name Henar bezieht sich vermutlich auf Hühner, womit in dieser Höhenlage die Birkhühner gemeint sind.

## Wanderwege
Die Henaralm ist über den markierten Wanderweg 235 von Grundlsee erreichbar. Auf der Henaralm befindet sich das Albert-Appel-Haus.